# COVID-19-Pandemie in Abchasien

Lage von Abchasien

Die COVID-19-Pandemie tritt in Abchasien seit März 2020 als Teil der weltweiten COVID-19-Pandemie auf, die im Dezember 2019 in China ihren Ausgang nahm. Die COVID-19-Pandemie betrifft die neuartige Erkrankung COVID-19. Diese wird durch das Virus SARS-CoV-2 aus der Gruppe der Coronaviridae verursacht und gehört in die Gruppe der Atemwegserkrankungen. Ab dem 11. März 2020 stufte die Weltgesundheitsorganisation (WHO) das Ausbruchsgeschehen des neuartigen Coronavirus als weltweite Pandemie ein.

## Verlauf

### Einschränkungen
In Abchasien wurden, bereits bevor der erste Fall einer SARS-CoV-2-Infektion auftrat, alle Großveranstaltungen zur Vermeidung einer COVID-19-Pandemie abgesagt und die Desinfektionen öffentlicher Verkehrsmittel verstärkt. Die Grenzkontrollen wurden verschärft, außer zu den Grenzen zu Russland, die weiterhin geöffnet blieben. Die Präsidentschaftswahlen, die für den 22. März 2020 geplant waren, wurden nicht abgesagt.

### Ausländische Unterstützung
Nach einem zweitägigen Treffen mit Vertretern der WHO am 18. März 2020 wurden 500 Exemplare Schutzkleidung, 600 Liter antiseptische Flüssigkeit und ungefähr 500 Liter antibakterielle Seife übergeben. Am 17. April 2020 wurden drei Fälle von SARS-CoV-2-Infektionen registriert. Russland übergab am 17. April eine größere Menge medizinischer Artikel sowie Schutzbekleidung und Desinfektionsmittel und im Mai 2020 übersandte Russland 26 Beatmungsgeräte und 500 SARS-CoV-2-Testkits.